# Dutch Basketball League 2017-18
Het Dutch Basketball League (DBL) seizoen 2017-18 was het 76e seizoen van de Nederlandse basketbal-Eredivisie.

## Clubs

### Algemeen
Alle 8 clubs die ook in het seizoen 2016-17 in de DBL speelden, keerden terug. Den Helder Suns keerde terug in de DBL. BSW Weert ging failliet naar financiële problemen en BAL nam de plek van de club over. 
| Club                     | Plaats           | Stadion                   | Cap.  |
| ------------------------ | ---------------- | ------------------------- | ----- |
| Aris Leeuwarden          | Leeuwarden       | Sportcentrum Kalverdijkje | 1.700 |
| BC Apollo Amsterdam      | Amsterdam        | Apollohal                 | 1.500 |
| BAL                      | Weert            | Sporthal Boshoven         | 1.000 |
| Den Helder Suns          | Den Helder       | Sporthal Sportlaan        | 1.000 |
| Forward Lease Rotterdam  | Rotterdam        | Topsportcentrum Rotterdam | 1.000 |
| New Heroes Den Bosch     | 's-Hertogenbosch | Maaspoort Sports & Events | 2.700 |
| Donar                    | Groningen        | MartiniPlaza              | 4.350 |
| Landstede Basketbal      | Zwolle           | Landstede Sportcentrum    | 1.200 |
| Zorg en Zekerheid Leiden | Leiden           | Vijf Meihal               | 2.000 |

## Regulier seizoen
| pos | club                     | gs | w  | v  | pnt | pv   | pt   | ds   |
| --- | ------------------------ | -- | -- | -- | --- | ---- | ---- | ---- |
| 1   | Donar                    | 32 | 28 | 4  | 56  | 2686 | 2031 | +655 |
| 2   | Landstede Basketbal      | 32 | 24 | 8  | 48  | 2556 | 2244 | +312 |
| 3   | Zorg en Zekerheid Leiden | 32 | 24 | 8  | 48  | 2598 | 2292 | +306 |
| 4   | New Heroes Den Bosch     | 32 | 24 | 8  | 48  | 2618 | 2289 | +329 |
| 5   | Forward Lease Rotterdam  | 32 | 15 | 17 | 30  | 2636 | 2636 | –169 |
| 6   | Aris Leeuwarden          | 32 | 10 | 22 | 20  | 2350 | 2583 | –233 |
| 7   | Apollo Amsterdam         | 32 | 9  | 23 | 18  | 2350 | 2583 | –233 |
| 8   | Den Helder Suns          | 32 | 6  | 26 | 12  | 2164 | 2671 | –507 |
| 9   | BAL                      | 32 | 4  | 28 | 8   | 2212 | 2641 | –429 |

|  | Kwalificatie voor de halve finale |
|  | Kwalificatie voor de kwartfinale  |

## Play-offs
| Landskampioen 2018                 |
| ---------------------------------- |
| Donar Groningen Groningen 7e titel |

|  | Kwartfinale | Kwartfinale             | Kwartfinale |  |  | Halve finale | Halve finale            | Halve finale |  |  | Finale | Finale    | Finale |
|  |             |                         |             |  |  |              |                         |              |  |  |        |           |        |
|  |             |                         |             |  |  | 1            | Donar                   | 4            |  |  |        |           |        |
|  | 4           | New Heroes Den Bosch    | 1           |  |  | 5            | Forward Lease Rotterdam | 0            |  |  |        |           |        |
|  | 5           | Forward Lease Rotterdam | 2           |  |  |              |                         |              |  |  | 1      | Donar     | 4      |
|  |             |                         |             |  |  |              |                         |              |  |  | 3      | ZZ Leiden | 0      |
|  |             |                         |             |  |  | 2            | Landstede Basketbal     | 0            |  |  |        |           |        |
|  | 3           | ZZ Leiden               | 2           |  |  | 3            | ZZ Leiden               | 4            |  |  |        |           |        |
|  | 6           | Aris Leeuwarden         | 1           |  |  |              |                         |              |  |  |        |           |        |